# مایک هلاول
مایک هلاول (به انگلیسی: Mike Hellawell) (زادهٔ ۳۰ ژوئن ۱۹۳۸ – درگذشتهٔ ۱۸ ژوئیهٔ ۲۰۲۳) بازیکن فوتبال اهل کشور انگلستان بود که سابقهٔ بازی در تیم ملی فوتبال انگلستان را در کارنامهٔ خود دارد. وی در تاریخ ۳ اکتبر ۱۹۶۲ نخستین بازی ملی خود را در مقابل تیم ملی فوتبال فرانسه انجام داد و با حضور در ۲ بازی ملی، در تاریخ ۲۰ اکتبر ۱۹۶۲ واپسین بازی ملی‌اش را در برابر تیم ملی فوتبال ایرلند شمالی برگزار کرد.

## زندگی شخصی و مرگ
هلاول در کیلی، وست رایدینگ یورک‌شر به دنیا آمد. او و برادرش جان، بازیکنان حرفه‌ای فوتبال بودند، در مدرسه گرامر سنت بید در برادفورد تحصیل کردند. هلاول پس از ترک مدرسه به عنوان رنگ‌ساز در یک کارخانه نساجی مشغول به کار شد. او در سال ۱۹۵۷ برای خدمت نظام وظیفه فراخوانده شد و در سپاه پزشکی ارتش سلطنتی خدمت کرد.
هلاول به مدت ۶۰ سال با همسرش برندا زندگی کرد و یک مسیحی فعال بود. پس از کناره‌گیری از ورزش حرفه‌ای، برای یک شرکت تولیدی پوشاک دمارت کار کرد. او در اواخر سال ۲۰۲۰ زندگی نامه‌ای به نام «غیر ممکن امکان پذیر است» منتشر کرد. نوه او به نام جیکوب روآن، بازیکن حرفه‌ای راگبی است.
هلاول در ۱۸ ژوئیه ۲۰۲۳، در سن ۸۵ سالگی در کیلی درگذشت.